# My Will
"My Will" é um single da banda Dream. É o primeiro tema de encerramento do anime InuYasha.

## Produção
A canção, produzida por Max Matsura, foi lançada em 29 de novembro de 2000 no Japão através da gravadora Avex Trax, apenas dois meses depois do single anterior da banda, Night of Fire. Alcançou a sexta posição na parada Oricon, onde ficou por seis semanas seguidas. O single continua a ser a canção mais bem avaliada e o single mais vendido do grupo.